# Renault Racoon

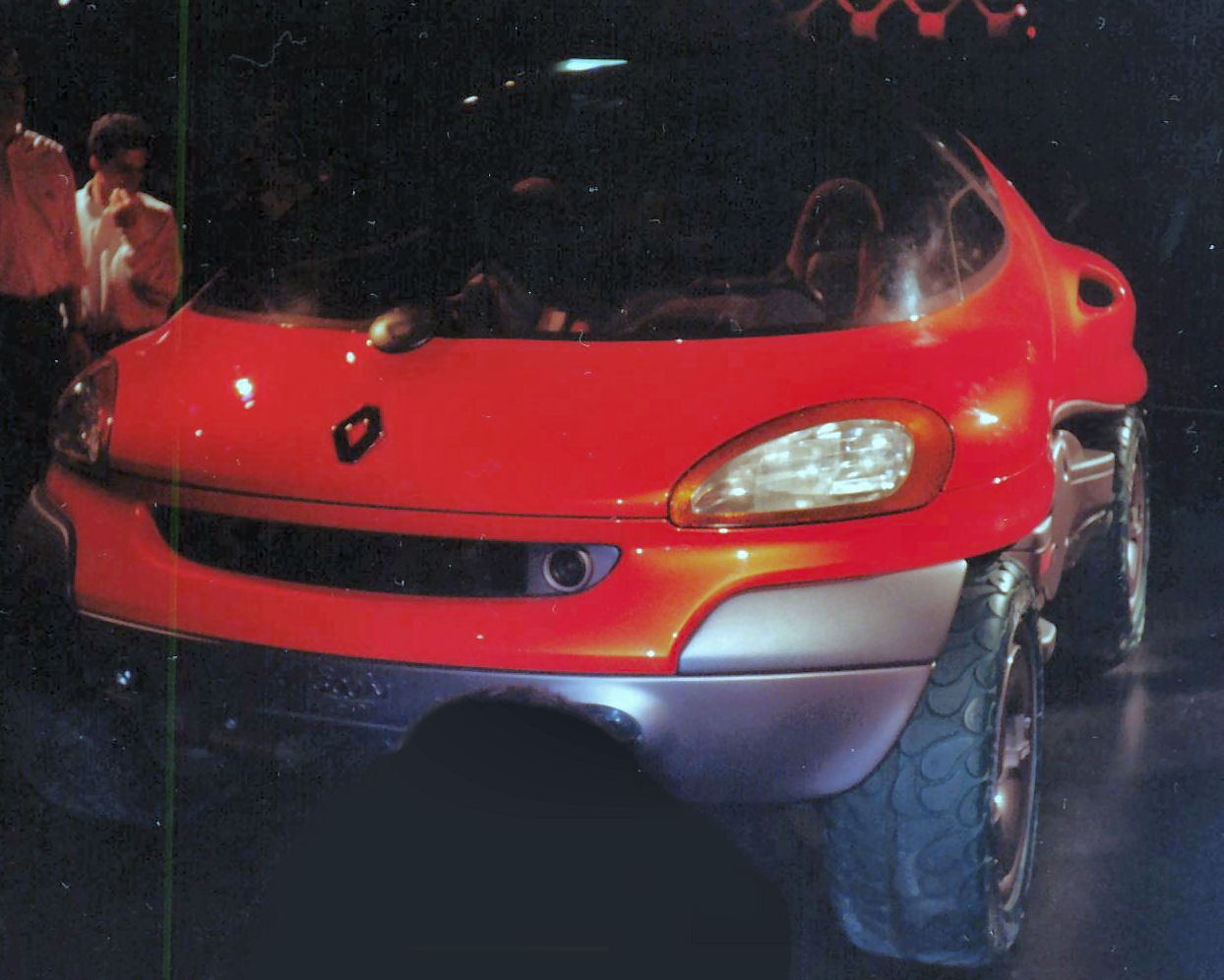
Racoon vue de devant)

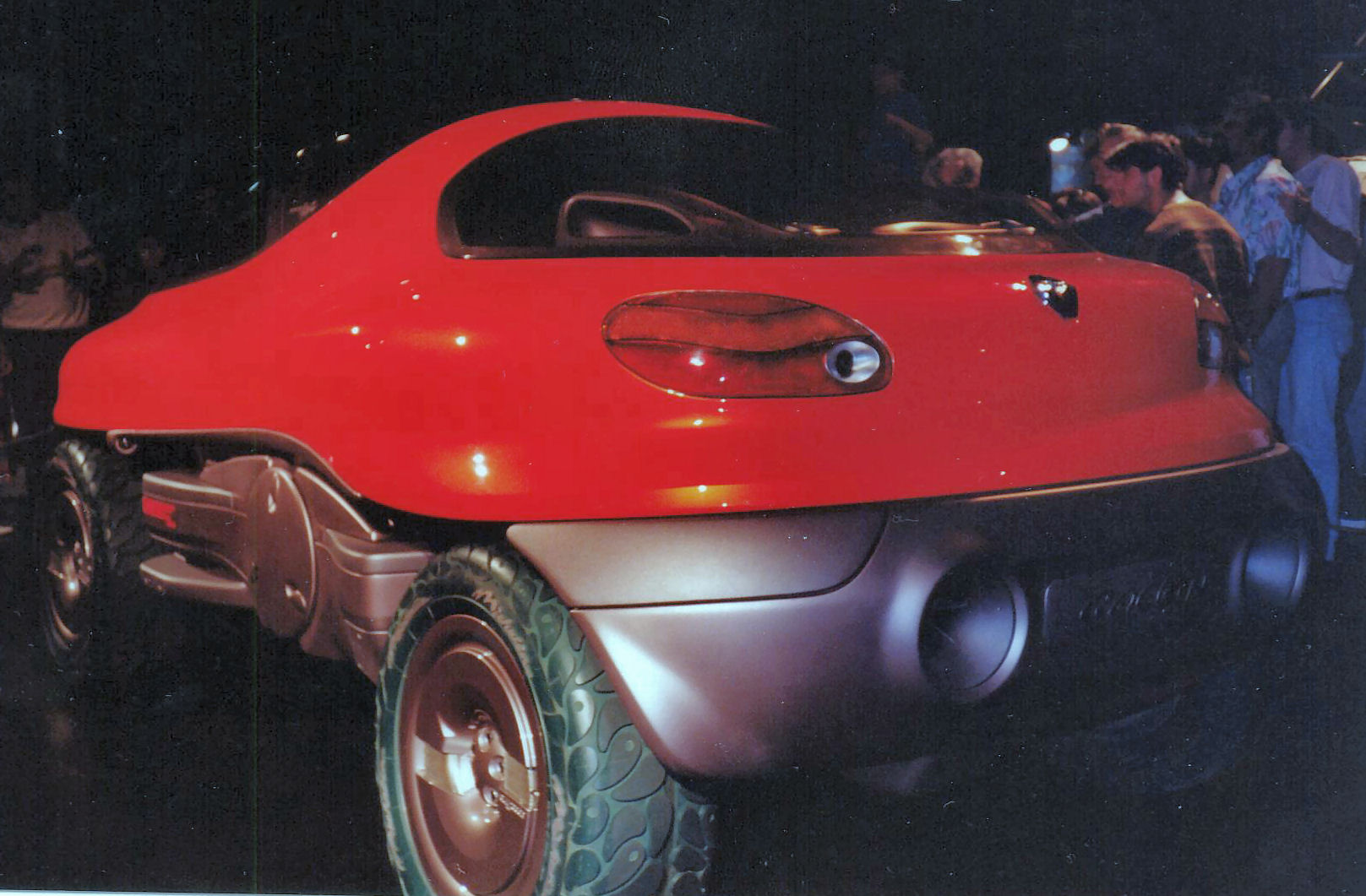
Racoon vue de l'arrière

La Racoon est un concept-car imaginé par Renault en 1992, ayant la particularité d'être un véhicule 4x4 amphibie. Ce projet original par sa nature fut abandonné. Ce concept-car fut présenté au Salon de Genève 1993. Il dispose de trois places et d'un V6 3.0 de 262 ch. Il fait partie des études placées sous l'autorité de Patrick Le Quément.

## Fiche technique
- Moteur central V6 3,0 262 ch à 6 000 tr/min
- 37 mkg à 2 500 tr/min
- Transmission intégrale et boîte 6 vitesses
- L x l x h : 411 x 180 x 211,5 cm
- Empattement 257,7 cm
- Poids de 1 580 kg et vitesse maximale 155 km/h
- Pneumatiques 300/50-20 AV et 300/55-21 AR